# Republica Centrafricană
Republica Centrafricană (franceză République Centrafricaine sau Centrafrique) este un stat fără ieșire la mare din Africa Centrală. Se învecinează cu Ciadul la nord, Sudanul și Sudanul de Sud la est, Republica Congo și Republica Democrată Congo la sud și Camerunul la vest. Aceasta are o suprafață de 622.984 de km2 și o populație estimată la 4,4 miloane de locuitori, Bangui fiind capitala țării.
Întrucât cea mai mare parte a teritoriului se află în bazinele hidrografice ale râurilor Ubangi si  Chari, Franța a numit colonia nou înființată în această regiune Oubangui-Chari. Acesta a devenit un teritoriu semi-autonom al Comunității Franceze în 1958 și apoi o națiune independentă la 13 august 1960, luând atunci numele său actual. Timp de peste trei decenii după independență, Centrafrica a fost condusă de președinții și un împărat, care fie nu au fost aleși de populație fie au preluat puterea prin forță. Nemulțumiri locale cu privire la acest sistem au fost în cele din urmă susținute de presiunea internațională, după încheierea Războiului Rece.
Primele alegeri democratice pluripartite au avut loc în 1993, cu resursele oferite de donatori internaționali și cu ajutorul ONU , acesta fiind câștigate de Ange-Félix Patassé. El a pierdut sprijinul popular în timpul președinției sale și a fost înlăturat în 2003 de generalul François Bozizé susținut de francezi, acesta a câștiga alegerile democratice din mai 2005. Incapacitatea de a plăti muncitorii din sectorul public a condus la greve în 2007. Bozizé a numit un nou guvern condus de Faustin-Archange Touadéra la 22 ianuarie 2008. În februarie 2010, Bozizé a semnat un decret prezidențial care stabiliea data pentru alegerile prezidențiale următoare (25 aprilie 2010). Deși inițial amânate, alegerile au avut loc în ianuarie și martie 2011, Bozizé și partidul său câștigându-le.
În ciuda rezervelor minerale semnificative și a altor resurse (rezervele de uraniu în Bakouma, țiței, aur, diamante, cherestea, hidroenergie) și a terenurilor arabile, Republica Centrafricană rămâne una dintre cele mai sărace țări din lume și printre cele mai sărace zece țării din Africa. Indicele Dezvoltării Umane pentru Republica Centrafricană este 0,343, ceea ce o plasează pe locul 179 din 187 de țări cu date.

## Istorie

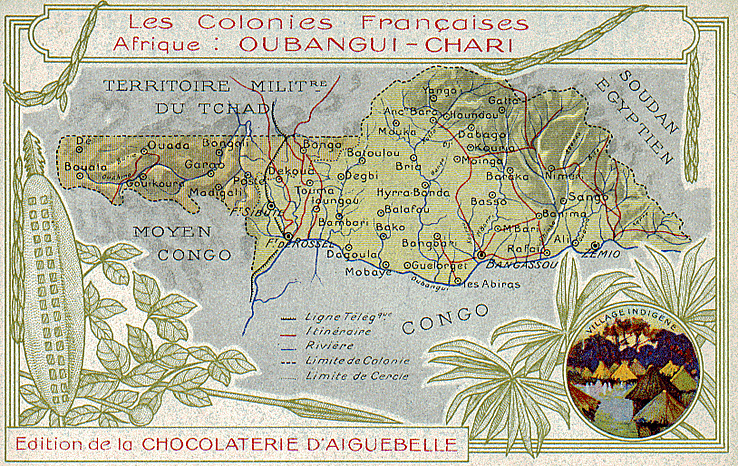
Oubangui-Chari în 1910

Francezii au colonizat regiunea la sfârșitul secolului al XIX-lea și au administrat-o sub denumirea de Oubangui-Chari. În 1910, colonia franceză a fost denumită Africa Ecuatorială Franceză. În timpul celui de-Al Doilea Război Mondial, colonia s-a alăturat Forțelor Aliate. La 1 decembrie 1958, țara a devenit Republica Centrafricană și și-a proclamat independența la 13 august 1960. 
De la obținerea independenței, țara a păstrat limba franceză ca limbă oficială, folosită în documentele administrative, în timp ce sango acționează ca agent unificator al țării, permițând fiecăruia să se înțeleagă, chiar și fără o educație școlară avansată.
- 1910: Devine parte a Africii Ecuatoriale Franceze, cunoscută sub denumirea de Ubangi-Shari (sau Oubangui-Chari)
- 1946: Teritoriu de peste mări al Uniunii Franceze
- 1958: Republică autonomă în cadrul Comunității Franceze
- 1960: Republica Centrafricană își dobândește autonomia, iar David Dacko devine președinte
- 1966: Jean-Bédel Bokassa vine la putere în urma unei lovituri de stat și instituie un regim de teroare
- 1977: Bokassa se autoproclamă împăratul Bokassa I
- 1979: Franța sprijină reinstaurarea ca președinte a lui D. Dacko
- 1981: Dacko este înlăturat de generalul André Kolingba
- 1991: Adoptarea unui sistem politic pluripartit
- 1993: Ange-Félix Patassé este ales președinte
- 2003: Patassé este înlăturat de fostul șef al armatei: François Bozizé
- 2005: F. Bozizé este ales președinte

## Organizarea administrativă
Republica Centrafricană este organizată din punct de vedere administrativ în 14 prefecturi, două prefecturi economice și o comună autonomă, capitala Bangui. Prefecturile sunt mai departe divizate în 71 de subprefecturi.
| Harta celor 14 prefecturi ale Republicii Centrafricane. |

Cele 14 prefecturi sunt:
- Bamingui-Bangoran
- Basse-Kotto
- Haute-Kotto
- Haut-Mbomou
- Kémo
- Lobaye
- Mambéré-Kadéï
- Mbomou
- Nana-Mambéré
- Ombella-M'Poko
- Ouaka
- Ouham
- Ouham-Pendé
- Vakaga

## Patrimoniu mondial UNESCO
Parcul național Manovo-Gounda St. Floris a fost înscris în anul 1988 pe lista patrimoniului mondial UNESCO.